# Addada, Koppa
Addada là một làng thuộc tehsil Koppa, huyện Chikmagalur, bang Karnataka, Ấn Độ.